# Agraphospiza rubescens
Il carpodaco di Blanford (Agraphospiza rubescens (Blanford, 1872)) è un uccello passeriforme appartenente alla famiglia Fringillidae: esso rappresenta l'unica specie ascritta al genere Agraphospiza Zuccon, Prŷs-Jones, Rasmussen & Ericson, 2012.

## Etimologia
Il nome scientifico del genere, Agraphospiza, deriva dall'unione delle parole greche γράφω (grapho, "scrivere") e σπιζα (spiza, "fringuello"), con l'aggiunta del prefisso -a indicante negazione, col significato globale quindi di "fringuello non scritto", in riferimento alla livrea uniforme (non screziata come negli altri carpodachi) di questi uccelli: il nome scientifico della specie, rubescens, deriva invece dal latino e significa "tendente al rosso", in riferimento alla colorazione dei maschi.

## Descrizione

### Dimensioni
Misura 13–15 cm di lunghezza.

### Aspetto
Si tratta di uccelli dall'aspetto simile a quello di un canarino, con becco conico e piuttosto sottile, testa arrotondata, ali allungate e coda squadrata, dalla punta leggermente forcuta.
Il piumaggio presenta dimorfismo sessuale netto: i maschi, infatti, presentano testa, petto, fianchi e dorso di colore rosso cremisi, ventre e sottocoda bianchi e ali e coda di colore nero, le prime con penne orlate di rosso. Le femmine, invece, presentano piumaggio più sobrio e dominato dalle tonalità del grigio ventralmente (sebbene ventre e sottocoda siano bianchi, come nei maschi) e del bruno dorsalmente, con lievi sfumature rosso-arancio sul codione e ali e coda più scure, bruno-nerastre. In ambedue i sessi il becco è nerastro, gli occhi sono di colore bruno scuro e le zampe sono gialline.

## Biologia
Si tratta di uccelli dalle abitudini diurne, che si muovono in coppie o in piccoli stormi di una trentina d'individui, passando la maggior parte della giornata alla ricerca di cibo al suolo o fra i rami bassi.

### Alimentazione
Poco si sa riguardo alla dieta di questi uccelli, che tuttavia (similmente a quanto osservabile in specie affini) si compone molto verosimilmente di piccoli semi, oltre che di germogli, boccioli, bacche ed occasionalmente anche piccoli insetti.

### Riproduzione
Le modalità riproduttive di questi uccelli sono ancora in larga parte sconosciute: maschi in amore sono stati osservati durante il mese di febbraio, ed in generale è probabile che l'evento riproduttivo del carpodaco di Blanford non si discosti significativamente, per modalità e tempistica, da quanto osservabile da altre specie affini.

## Distribuzione e habitat
Il carpodaco di Blanford è diffuso in un'area che va dalle pendici meridionali dell'Himalaya (Nepal meridionale, Bhutan, India nord-orientale, Tibet sud-orientale) alla Cina centro-occidentale (ad est fino a Gansu sud-orientale, Sichuan, Yunnan nord-occidentale e Shaanxi meridionale).
L'habitat di questi uccelli è rappresentato dalle pinete pedemontane e montane.

## Tassonomia
Inizialmente ascritti al genere-contenitore Procarduelis, questi uccelli sono stati tradizionalmente classificati nel genere Carpodacus col nome di C. blanfordi, rango che molti autori continuano a ritenere ancora corretto: in base però a differenze sia di ordine fenetico (morfologia del becco, proporzioni di ali e coda, differenze nel piumaggio) che soprattutto a livello genetico, recentemente si è deciso di ascrivere il carpodaco di Blanford in un proprio genere monotipico in seno ai Pyrrhulini (lontano quindi ai Carpodacini cui questo uccello è sempre stato considerato affine), Agraphospiza, vicino a Pyrrhoplectes e Leucosticte.